# Phytocoris fulvus
Phytocoris fulvus är en insektsart som beskrevs av Knight 1920. Phytocoris fulvus ingår i släktet Phytocoris och familjen ängsskinnbaggar. Inga underarter finns listade i Catalogue of Life.